# 219
Cette page concerne l'année 219  du calendrier julien. Pour l'année 219 av. J.-C., voir 219 av. J.-C. Pour le nombre 219, voir 219 (nombre).
L'année 219 est une année commune qui commence un vendredi.

## Événements
- Fin juillet : Élagabal épouse Julia Paula[1].
- 29 septembre : Élagabal entre triomphalement à Rome[2]. Il fait transporter à Rome la pierre noire du culte solaire d’Emèse et lui bâtit un temple, l'Elagabalium, où il transporte le feu de Vesta[1].

- Syrie : échec de la révolte de Gellius Maximus, commandant de la Legio IIII Scythica, qui se fait proclamer empereur romain contre Élagabal[3].

- Chine :
  - Victoire de Liu Bei à la bataille du mont Dingjun. Il fonde le royaume de Shu en 221[4].
  - Bataille de Fancheng. Le seigneur de la guerre Guan Yu est pris à revers par l’armée de Sun Quan. Capturé, il sera décapité[5].

- Début du règne en Inde de Pulona, roi Satavahana des Andhra (219-227)[6].

- Fondation de l'académie de Sura par l'érudit juif, Abba Arika (mort en 247)[7].

## Décès en 219
- Lü Meng.
- Xiahou Yuan.